# Глубокая (приток Весляны)
Глубокая — река в России, протекает по Гайнскому району Пермского края. Устье реки находится в 71 км по левому берегу реки Весляны. Длина реки составляет 11 км.
Исток реки в болотах в 19 км к западу от посёлка Серебрянка (центр Серебрянского сельского поселения). Река течёт на юго-восток по ненаселённому, частично заболоченному лесному массиву.

## Данные водного реестра
По данным государственного водного реестра России относится к Камскому бассейновому округу, водохозяйственный участок реки — Кама от истока до водомерного поста у села Бондюг, речной подбассейн реки — бассейны притоков Камы до впадения Белой. Речной бассейн реки — Кама.
Код объекта в государственном водном реестре — 10010100112111100001815.